# MedieKultur
MedieKultur med undertitlen Journal of media and communication research er et videnskabeligt tidsskrift udgivet af Sammenslutningen af Medieforskere i Danmark (SMID).
Den første udgivelse går tilbage til 1985.
Nuværende chefredaktør er Stinne Gunder Strøm Krogager fra Aalborg Universitet.
MedieKultur begyndte som et dansk-sproget tidsskrift. 
I 2009 skiftede man til hovedsageligt at udgive artikler på engelsk.
Blandt tidsskriftets mest citerede artikler er en om YouTube fra 2011.